# بووتون (آیووا)
بووتون (به انگلیسی: Bouton) شهری در ایالت آیووا کشور ایالات متحده آمریکا است که جمعیت آن در سرشماری سال ۲۰۱۰ میلادی، ۱۲۹ نفر بوده‌است.